# Criquebeuf-en-Caux
Criquebeuf-en-Caux ist eine französische Gemeinde mit 404 Einwohnern (Stand 1. Januar 2022) im Département Seine-Maritime in der Region Normandie.

## Geografie
Der Ort liegt zwischen Yport und Dieppe an der Alabasterküste in der Landschaft Pays de Caux. Es gibt von den hohen Kippen hier keinen direkten Zugang zum Meer. Diese befinden sich in den benachbarten Taleinschnitten von Yport und dem Weiler Grainval, der zur Gemeinde Saint-Léonard gehört. Durch den Ort führt der Fernwanderweg GR 21.

## Geschichte

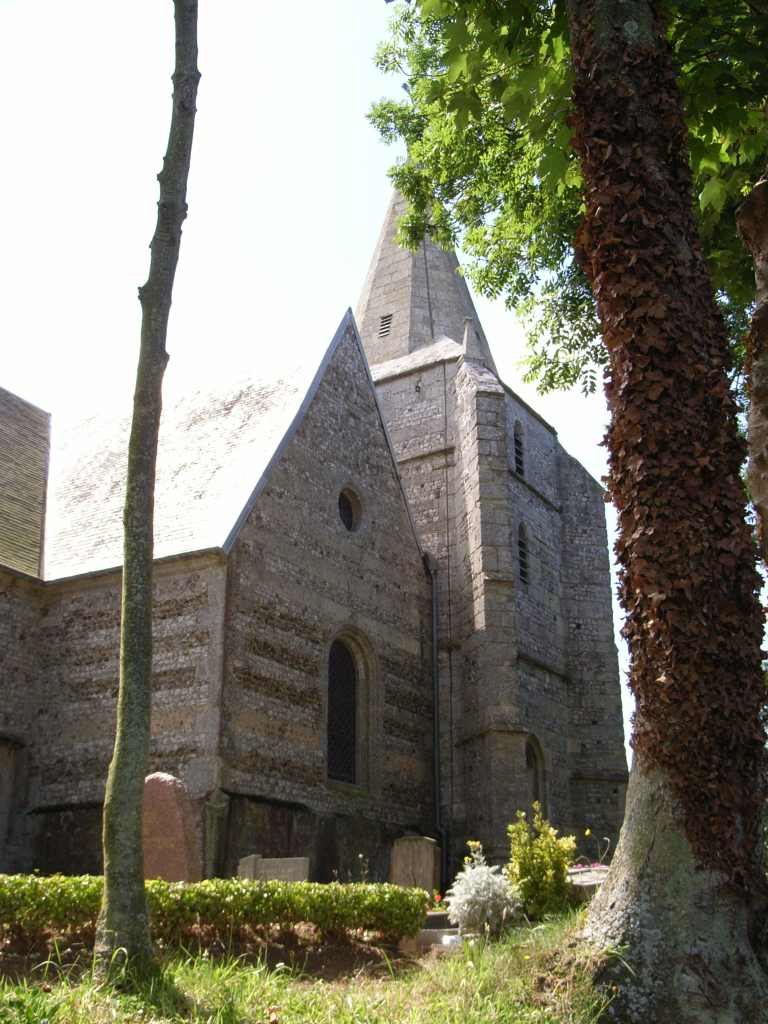
Kirche Saint-Martin

Der normannische Ortsname geht auf die skandinavischen Bezeichnungen kirkja (Kirche) und buth (Haus, Siedlung) zurück.
Als älteste Siedlungsspuren wurden Reste eines römischen Grabens und einer mittelalterlichen Motte in der Nähe der heutigen Kirche gefunden.
Der Glockenturm der Kirche Saint-Martin stammt noch aus dem Mittelalter. Das Kirchenschiff wurde im 16. und 17. Jahrhundert aus dem örtlichen Feuerstein der Kreidefelsen neu errichtet.

### Einwohnerentwicklung
| Jahr      | 1793 | 1836 | 1846 | 1866 | 1881 | 1906 | 1968 | 1975 | 1982 | 1990 | 2006 |
| Einwohner | 1437 | 1838 | 263  | 322  | 242  | 388  | 170  | 197  | 275  | 417  | 393  |

1842 trennte sich Yport von Criquebeuf, so dass der Ort 1846 nur noch 263 Einwohner hatte. Yport zählte im gleichen Jahr 1412 Einwohner.